# Ulla Edin
Ulla Eleonor Edin, född 4 oktober 1935 i Grundsunda församling i Västernorrlands län, död 14 juni 2002 i Helsingborg, var en svensk skådespelare.

## Biografi
Edin var dotter till byggmästare Petrus Albert Edin och hans hustru Alfhild Emma Kristina, född Sandlund. Hon arbetade under en tid som fotomodell/mannekäng. 1957 kom hon på andra plats i Fröken Sverige och fick därmed representera Sverige i Miss World. Där lyckades hon inte placera sig bland de sju främsta.
Hon debuterade som skådespelerska 1956 med en mindre roll i Bengt Ekerots film Sceningång och året därpå gjorde hon liten roll i Sven Lindbergs uppsättning av Ninotchka på Intiman i Stockholm med Yvonne Lombard och Gunnar Björnstrand i huvudrollerna. 1961 spelade hon på Alléteatern i Stockholm när Föreningen Svensk Dramatik satte upp Axel Strindbergs skådespel Vänta så vackert. I den uppsättningen spelade hon med så vitt skilda skådespelare som Nils Asther, Ilse-Nore Tromm, Adolf Jahr och Per Oscarsson. 
Under bygget av Hötorgscity jobbade Edin som cityvärdinna.
Ulla Edin gick 1962–1964 på Calle Flygare Teaterskola. Där gick hon i samma årskurs som bland andra Lars-Erik Berenett, Lis Nilheim, Gunilla Åkesson och Thomas Ungewitter. 1964-1966 studerade hon vid Teaterhögskolan i Göteborg. Direkt efter examen engagerades hon till Göteborgs stadsteater där hon under spelåret bl.a. medverkade i Friedrich Dürrenmatts Meteoren. Shakespeares Macbeth och i Peter Weiss Mordet på Marat. Hon blev anställd som skådespelare på Helsingborgs stadsteater 1968 och gjorde sin första roll i Tore Zetterholms pjäs SOS eller Sanningen om säkerhet, där även elevkamraten från Calle Flygare, Lis Nilheim medverkade.
I Åke Falcks film Bröllopsbesvär (1964) spelade hon servitrisen Rullan, tillika flickvän till Tor Isedals rollfigur Rudolf. 1966 gjorde hon med rollen som Ängeln sin första större TV-roll i den Göteborgs producerade serien Blå gatan med manus av Kent Andersson och Bengt Bratt, där hon fick spela med Cart-Ivar Nilsson, Rune Turesson, Sonya Hedenbratt och Sten-Åke Cederhök. Edin hade en större roll i Leif Krantzs TV-film Nattpass och gjorde 1977 gästrollen Majken Månsson i TV-serien N.P. Möller, fastighetsskötare med Nils Ahlroth i titelrollen. 
Edin är begravd på Nya kyrkogården i Strömsund.

## Filmografi
Enligt Internet Movie Database och Svensk Filmdatabas:
- 1956 – Sceningång
- 1958 – Kostervalsen
- 1962 – En nolla för mycket
- 1964 – Bröllopsbesvär
- 1965 – Flygplan saknas
- 1966 – Blå gatan (TV-serie)
- 1977 – N.P. Möller, fastighetsskötare (TV-serie)

## Teater

### Roller (ej komplett)
| År   | Roll                       | Produktion | Regi                    | Teater                   |
| ---- | -------------------------- | --- | ----------------------- | ------------------------ |
| 1957 | Suzette                    | Ninotchka Marc-Gilbert Sauvajon | Sven Lindberg           | Intiman                  |
| 1961 |                            | Vänta så vackert Axel Strindberg | Anders Ångström         | Alléteatern              |
| 1968 |                            | SOS eller Sanningen om säkerheten Tore Zetterholm                                                                                                 | Lars Göran Carlson      | Helsingborgs stadsteater |
| 1968 | Felicity                   | Den verklige kommissarie Schäfer (The Real Inspector Hound) Tom Stoppard                                                                          | Lars Göran Carlson      | Helsingborgs stadsteater |
| 1968 | Vittnet                    | Presidentkandidaterna V. V. Järner | Lars-Levi Læstadius     | Helsingborgs stadsteater |
| 1969 | Louise                     | Alla har en trädgård (Everything in the Garden) Edward Albee                                                                                      | Kaj Ahnhem              | Helsingborgs stadsteater |
| 1969 | Juile                      | Friaren från landet eller Monsieur de Pourceaugnac (Monsieur de Pourceaugnac) Molière                                                             | Lars-Levi Læstadius     | Helsingborgs stadsteater |
| 1969 |                            | Sandlådan Kent Andersson och Bengt Bratt | Lars-Levi Læstadius     | Helsingborgs stadsteater |
| 1970 | Rike                       | Kattorna Walentin Chorell | Martin Söderhjelm       | Helsingborgs stadsteater |
| 1970 | Jenny Eriksson             | Hemmet Kent Andersson och Bengt Bratt | Kaj Ahnhem              | Helsingborgs stadsteater |
| 1970 | Elaine Harper              | Arsenik och gamla spetsar (Arsenic and Old Lace) Joseph Kesselring                                                                                | Martin Söderhjelm       | Helsingborgs stadsteater |
| 1970 | Apoteksfröken              | Herr Puntila och hans dräng Matti (Herr Puntila und sein Knecht Matti) Bertolt Brecht                                                             | Lars-Levi Læstadius     | Helsingborgs stadsteater |
| 1971 | Martirio                   | Bernardas hus (La casa de Bernarda Alba) Federico García Lorca                                                                                    | Lars-Levi Læstadius     | Helsingborgs stadsteater |
| 1971 | Petula                     | Bamsingen (Le Babour) Félicien Marceau | Martin Söderhjelm       | Helsingborgs stadsteater |
| 1971 | Viola                      | Trettondagsafton (Twelfth Night, or What You Will) William Shakespeare                                                                            | Lars-Levi Læstadius     | Helsingborgs stadsteater |
| 1971 |                            | Tillståndet Kent Andersson och Bengt Bratt | Stellan Olsson          | Helsingborgs stadsteater |
| 1971 | Betty Chumley              | Min vän Harvey (Harvey) Mary Chase | Martin Söderhjelm       | Helsingborgs stadsteater |
| 1972 | Maria                      | Skymningsbaren (Twilight Bar) Arthur Koestler | Stellan Olsson          | Helsingborgs stadsteater |
| 1972 | Clotilde                   | Fruar på vift (Le dindon) Georges Feydeau | Lars-Levi Læstadius     | Helsingborgs stadsteater |
| 1973 | Curleys fru                | Möss och människor (Of Mice and Men) John Steinbeck                                                                                               | Stellan Olsson          | Helsingborgs stadsteater |
| 1973 | Fröken Olsson              | Melodi på lergök Lars-Levi Læstadius | Lars-Levi Læstadius     | Helsingborgs stadsteater |
| 1973 | Drottning Jemima           | Karusellen (The Apple Cart) George Bernard Shaw                                                                                                   | Claes Sylwander         | Helsingborgs stadsteater |
| 1973 | Bengta på Åsen             | Värmlänningarna Fredrik August Dahlgren och Andreas Randel                                                                                        | Claes Sylwander         | Helsingborgs stadsteater |
| 1974 | Siobhan                    | Arvet från Ballygombeen (The Ballygombeen bequest) John Arden och Margaretta D'Arcy                                                               | Claes Thelander         | Helsingborgs stadsteater |
| 1974 | Journalisten               | Pampen Lars Björkman | Claes Sylwander         | Helsingborgs stadsteater |
| 1974 | "Våren" av Botticelli      | Kaktusblomman (Fleur de cactus) Pierre Barillet och Jean-Pierre Grédy                                                                             | Claes Sylwander         | Helsingborgs stadsteater |
| 1974 |                            | Kärleksföreställningen Margareta Garpe och Suzanne Osten                                                                                          | Lars Svenson            | Helsingborgs stadsteater |
| 1974 | Therese Magneau            | Victor: När barnen tar makten (Victor, ou, Les Enfants au pouvoir) Roger Vitrac                                                                   | Hans Polster            | Helsingborgs stadsteater |
| 1975 | Miss Forsythe              | En handelsresandes död (Death of a Salesman) Arthur Miller                                                                                        | Claes Sylwander         | Helsingborgs stadsteater |
| 1975 | Astrid Bergh               | Turarna, en färjepjäs Stellan Olsson och Jan Olsheden                                                                                             | Stellan Olsson          | Helsingborgs stadsteater |
| 1975 | Lina                       | Ett drömspel August Strindberg | Lars Svenson            | Helsingborgs stadsteater |
| 1975 | Herrskapsfrun              | Hemma igen Runar Schildt | Hans Polster            | Helsingborgs stadsteater |
| 1975 | Lily Miller                | Åh, ljuva ungdomstid (Ah, Wilderness) Eugene O'Neill                                                                                              | Olle Johansson          | Helsingborgs stadsteater |
| 1976 | Ingrid En grönklädd kvinna | Peer Gynt Henrik Ibsen | Claes Sylwander         | Helsingborgs stadsteater |
| 1977 | Gun                        | I väntan på Bardot Lars Björkman och Sigvard Olsson                                                                                               | Claes Sylwander         | Helsingborgs stadsteater |
| 1977 | Lucy                       | Tolvskillingsoperan (Die Dreigroschenoper) Bertolt Brecht och Kurt Weill                                                                          | Hans Polster            | Helsingborgs stadsteater |
| 1977 | Eva Jackson                | Gin & Bitter Lemon (Absurd Person Singular) Alan Ayckbourn                                                                                        | Per Möller              | Helsingborgs stadsteater |
| 1978 | Vera                       | Vernissage (Vernisáž) Václav Havel | Claes Sylwander         | Helsingborgs stadsteater |
| 1978 |                            | Åh, vilket härligt krig! (Oh, What a Lovely War!) Charles Chiltom och Joan Littlewood                                                             | Jan Lewin               | Helsingborgs stadsteater |
| 1978 | Donna Ilona Czibor         | Caviar och spagetti (Caviale e lenticchie) Giulio Scarnicci och Renzo Tarabusi                                                                    | Egon Larsson            | Helsingborgs stadsteater |
| 1979 | Margherita                 | Vi betalar inte, vi betalar inte (Non si paga! non si paga!) Dario Fo                                                                             | Hans Polster            | Helsingborgs stadsteater |
| 1979 |                            | Spelman på taket (Fiddler on the Roof) Jerry Bock, Sheldon Harnick och Joseph Stein                                                               | Edith Roger             | Helsingborgs stadsteater |
| 1980 | Nell                       | Slutspel (Fin de partie) Samuel Beckett | Gustaf Elander          | Helsingborgs stadsteater |
| 1981 | Charlotta Ivanovna         | Körsbärsträdgården (Вишнёвый сад, Visjnjovyj sad) Anton Tjechov                                                                                   | Gustaf Elander          | Helsingborgs stadsteater |
| 1981 | Lucienne                   | Leva loppan (La puce à l'oreille) Georges Feydeau                                                                                                 | Henning Moritzen        | Helsingborgs stadsteater |
| 1982 | Miss Morgan                | Brevet till min älskade (I Sent a Letter To My Love) Bernice Rubens                                                                               | Claes Sylwander         | Helsingborgs stadsteater |
| 1982 | Katia Michelsberg          | Läkare (Ärztinnen) Rolf Hochhuth | Lars Svenson            | Helsingborgs stadsteater |
| 1983 | Mor Claude                 | Den girige (L'Avare) Molière | Hans Polster            | Helsingborgs stadsteater |
| 1983 | Isidora                    | Don Juan (Dom Juan ou Le Festin de pierre) Molière                                                                                                | Hans Polster            | Helsingborgs stadsteater |
| 1984 | Emily Dickinson            | Den vitklädda (The Belle of Amherst) William Luce                                                                                                 | Lars Svenson            | Helsingborgs stadsteater |
| 1984 |                            | Paris 1878 Staffan Olzon | Staffan Olzon           | Helsingborgs stadsteater |
| 1984 |                            | Diktarens Frida eller Träffas säkrast i hjärtat Hans Granlid                                                                                      | Evan Storm Stina Ancker | Helsingborgs stadsteater |
| 1985 | Rådmannskan                | Panik i Rölleby Anna Bondestam | Bengt Ahlfors           | Helsingborgs stadsteater |
| 1985 | Den andra                  | Advent August Strindberg | Lars Svenson            | Helsingborgs stadsteater |
| 1986 | Helen                      | Ett nät av lögner (Pack of Lies) Hugh Whitemore                                                                                                   | Hans Polster            | Helsingborgs stadsteater |
| 1986 | Amorosa                    | De båda sömngångarna eller Det nödvändiga och det överflödiga (Die beiden Nachtwandlern, oder das Notwendige und das Überflüssige) Johann Nestroy | Hans Polster            | Helsingborgs stadsteater |
| 1987 | Bolsjova                   | Konkursen (Банкрот, Bankrut) Aleksandr Ostrovskij                                                                                                 | Palle Granditsky        | Helsingborgs stadsteater |
| 1987 | Dorothea                   | Utflykten (A Lovely Sunday for Creve Coeur) Tennessee Williams                                                                                    | Anna-Greta Bergman      | Helsingborgs stadsteater |
| 1988 |                            | En natt i februari Staffan Göthe | Lars Svenson            | Helsingborgs stadsteater |
| 1988 | Margaret Bradley           | Min mamma sa... (My Mother Said I Never Should) Charlotte Keatley                                                                                 | Anna-Greta Bergman      | Helsingborgs stadsteater |
| 1989 | Harriet                    | En familjeaffär (A Small Family Business) Alan Ayckbourn                                                                                          | Herman Ahlsell          | Helsingborgs stadsteater |
| 1989 | Kontorsflicka              | Melodien som kom bort (Melodien, der blev væk) Kjeld Abell, Sven Mölle Kristensen, Bernhard Christensen och Herman Koppel                         | Karin Parrot-Jonzon     | Helsingborgs stadsteater |
| 1990 | Mrs McGee                  | Förvillande lik (Busybody) Jack Popplewell | Stig Olin               | Helsingborgs stadsteater |
| 1990 | Hotellvärdinnan Colette    | Vår fantastiska pappa (Le voyage de Monsieur Perrichon) Eugène Labiche                                                                            | Gordon Marsh            | Helsingborgs stadsteater |
| 1991 | Fru Månsson                | Maratondansen (They shoot horses, don't they?) Horace McCoy                                                                                       | Tom Lagerborg           | Helsingborgs stadsteater |
| 1992 | Tituba                     | Häxjakten (The Crucible) Arthur Miller | Håkan Lindhé            | Helsingborgs stadsteater |
| 1992 |                            | Ett kungarike för en häst William Shakespeare | Lucas Svensson          | Helsingborgs stadsteater |
| 1994 |                            | De sista (Последние, Posledniye) Maksim Gorkij | Ronnie Hallgren         | Helsingborgs stadsteater |
| 1994 | Tant Lundin Väverskan      | Mio min Mio Astrid Lindgren | Eva Molin               | Helsingborgs stadsteater |
| 1995 | Heliga Birgitta            | Heliga Birgittas uppenbarelser | Lars Svenson            | Helsingborgs stadsteater |
| 1996 | Modern                     | Spindelkvinnans kyss (Kiss of the Spider Woman) John Kander, Fred Ebb och Terrence McNally                                                        | Ronny Danielsson        | Helsingborgs stadsteater |
| 1996 | Maj Bååth                  | Galoschkungen Sigvard Olsson | Göran Stangertz         | Helsingborgs stadsteater |

### Koreografi
| År   | Produktion             | Upphovsmän                        | Regi          | Teater                   |
| ---- | ---------------------- | --------------------------------- | ------------- | ------------------------ |
| 1974 | Kärleksföreställningen | Margareta Garpe och Suzanne Osten | Lars Svenson  | Helsingborgs stadsteater |
| 1974 | Clownen Beppo          | Else Fisher                       | Willy Keidser | Helsingborgs stadsteater |
| 1988 | En natt i februari     | Staffan Göthe                     | Lars Svenson  | Helsingborgs stadsteater |

### Fotnoter
1. ↑  ”Ulla Edin”. Svensk Filmdatabas. http://www.sfi.se/sv/svensk-filmdatabas/Item/?type=PERSON&itemid=65805. Läst 23 februari 2013.
2. ↑  Grundsunda kyrkoarkiv, Födelse- och dopböcker, SE/HLA/1010048/C/7 (1913-1941), bildid: 00195100_00290, sida 286
3. ↑  Arve (15 oktober 1957). ”Marita blev Miss World: Blonda flickornas kväll”. Dagens Nyheter:  s. 6. https://arkivet.dn.se/tidning/1957-10-15/281/13. Läst 8 januari 2022.
4. ↑  ”Ryska arkitekter ser på stan”. Dagens Nyheter:  s. 6. 7 augusti 1959. https://arkivet.dn.se/tidning/1959-08-07/211/6. Läst 8 januari 2022.
5. ↑  Ami (18 juli 1964). ”Filminspelning i operationssalen”. Dagens Nyheter:  s. 7. https://arkivet.dn.se/tidning/1964-07-18/192/7. Läst 8 januari 2022.
6. ↑  Gravar.se
7. ↑  ”Tidningsnotis”. Dagens Nyheter:  s. 6. 15 oktober 1957. https://arkivet.dn.se/tidning/1957-02-05/35/10. Läst 8 januari 2022.
8. ↑  Vanni (5 augusti 1961). ”Alléteatern blir redaktion i Svensk Dramatiks höstpjäs”. Dagens Nyheter:  s. 9. https://arkivet.dn.se/tidning/1961-08-05/209/9. Läst 8 januari 2022.
9. ↑  Hans Axel Holm (17 november 1968). ”Teater i Hälsingborg: Lam finländsk pjäs, men rolig 'Knivkastning'”. Dagens Nyheter:  s. 20. https://arkivet.dn.se/tidning/1968-11-17/313/20. Läst 10 juni 2018.
10. ↑  ”Nytt om nöjen”. Dagens Nyheter:  s. 18. 18 april 1970. https://arkivet.dn.se/tidning/1970-04-18/104/18. Läst 13 juni 2018.
11. ↑  ”Nytt om nöjen”. Dagens Nyheter:  s. 14. 14 januari 1971. https://arkivet.dn.se/tidning/1971-01-14/12/14. Läst 14 juni 2018.
12. ↑  Hans Axel Holm (4 september 1971). ”Levande 'Trettondag'”. Dagens Nyheter:  s. 11. https://arkivet.dn.se/tidning/1971-09-04/239/11. Läst 14 juni 2018.
13. ↑  Leif Zern (19 oktober 1971). ”'Tillståndet' i Helsingborg: Stellan Olssons regi vinner i längden”. Dagens Nyheter:  s. 14. https://arkivet.dn.se/tidning/1971-10-19/284/14. Läst 14 juni 2018.
14. ↑  Ruth Halldén (8 maj 1972). ”Praktfulla enskildheter i ojämn Koestler”. Dagens Nyheter:  s. 16. https://arkivet.dn.se/tidning/1972-05-08/124/16. Läst 15 juni 2018.
15. ↑  Ruth Halldén (2 september 1972). ”Tungfotad fars i Helsingborg”. Dagens Nyheter:  s. 15. https://arkivet.dn.se/tidning/1972-09-02/238/15. Läst 15 juni 2018.
16. ↑  Ruth Halldén (9 maj 1973). ”Læstadius komedi välgjord och mänsklig”. Dagens Nyheter:  s. 16. https://arkivet.dn.se/tidning/1973-05-09/124/16. Läst 15 juni 2018.
17. ↑  Ruth Halldén (26 maj 1974). ”Ambitioner fattas Lättviktspjäs igen”. Dagens Nyheter:  s. 23. https://arkivet.dn.se/tidning/1974-05-26/141/23. Läst 15 juni 2018.
18. ↑  Ruth Halldén (13 december 1975). ”Onödigt ljus O'Neill slutpunkt i Helsingborg”. Dagens Nyheter:  s. 21. https://arkivet.dn.se/tidning/1975-12-13/338/21. Läst 15 juni 2018.
19. ↑  Ruth Halldén (16 maj 1976). ”Helsingborgs nya teater invigd med 'Peer Gynt': Det får vara måtta på de stora greppen”. Dagens Nyheter:  s. 12. https://arkivet.dn.se/tidning/1976-05-16/132/12. Läst 15 juni 2018.
20. ↑  Ruth Halldén (22 september 1979). ”God farsafton”. Dagens Nyheter:  s. 14. https://arkivet.dn.se/tidning/1979-09-22/257/14. Läst 16 juni 2018.
21. ↑  Ruth Halldén (2 december 1979). ”Poppe blek och älskvärd”. Dagens Nyheter:  s. 14. https://arkivet.dn.se/tidning/1979-12-02/327/14. Läst 16 juni 2018.
22. ↑  Bengt Jahnsson (4 april 1981). ”Körsbär och dynamit”. Dagens Nyheter:  s. 20. https://arkivet.dn.se/tidning/1981-04-04/92/20. Läst 16 juni 2018.
23. ↑  Ruth Halldén (7 maj 1981). ”Platt Feydeau i Helsingborg: Är talfel roligt?”. Dagens Nyheter:  s. 23. https://arkivet.dn.se/tidning/1981-05-07/122/23. Läst 16 juni 2018.
24. ↑  ”Nytt om Nöjen: 'Diktarens Frida' till Helsingborg”. Dagens Nyheter:  s. 26. 8 december 1984. https://arkivet.dn.se/tidning/1984-12-08/334/26. Läst 29 januari 2022.
25. ↑  Peter Ferm (4 december 1985). ”Enformig 'Advent'”. Dagens Nyheter:  s. 22. https://arkivet.dn.se/tidning/1985-12-04/330/22. Läst 16 juni 2018.
26. ↑  Lars Linder (26 april 1987). ”2 x Helsingborg: Meny på allt och intet”. Dagens Nyheter:  s. 26. https://arkivet.dn.se/tidning/1987-04-26/112/26. Läst 26 januari 2022.
27. ↑  Sven Hansell (27 september 1994). ”Ett konstnärligt steg tillbaka. 'De sista' en maktkritik som drunknar i floskler”. Dagens Nyheter. https://www.dn.se/arkiv/teater/ett-konstnarligt-steg-tillbaka-de-sista-en-maktkritik-som-drunknar-i-floskler/. Läst 19 februari 2022.